# Franz Klafböck
Franz Klafböck (* 17. Oktober 1906 in Linz; † 25. Juni 1969 ebenda) war ein österreichischer Beamter und Politiker (SPÖ). Von 1955 bis 1967 war er Abgeordneter zum Oberösterreichischen Landtag.

## Leben und politisches Wirken
Franz Klafböck arbeitete als Beamter der Bundesbahn in Linz und in Leonding. 1955 wurde er in den oberösterreichischen Landtag gewählt, aus dem er 1967 ausschied. Daneben war Klafböck von 1961 bis 1968 Bürgermeister der Gemeinde Leonding.

## Auszeichnungen
- Goldenes Ehrenzeichen für Verdienste um die Republik Österreich[3]
- In Leonding wurde die Franz Klafböck-Straße nach ihm benannt.